# Вошурово
Вошуро́во — деревня в Торопецком районе Тверской области. Входит в состав Плоскошского сельского поселения.

## География
Расположена примерно в 3 километрах к юго-западу от села Волок на ручье Гараженка.

## История
В списке населённых мест Псковской губернии за 1885 год — деревня Вошурово (Шурово). 5 дворов, 37 жителей.

## Население
Население по переписи 2002 года — 23 человек.
| 2010 |
| ---- |
| 1    |